# Cantone di Lauzun
Il Cantone di Lauzun era una divisione amministrativa dell'arrondissement di Marmande.
È stato soppresso a seguito della riforma complessiva dei cantoni del 2014, che è entrata in vigore con le elezioni dipartimentali del 2015.
Comprendeva i comuni di:
- Agnac
- Allemans-du-Dropt
- Armillac
- Bourgougnague
- Laperche
- Lauzun
- Lavergne
- Miramont-de-Guyenne
- Montignac-de-Lauzun
- Peyrière
- Puysserampion
- Roumagne
- Saint-Colomb-de-Lauzun
- Saint-Pardoux-Isaac
- Ségalas